# Le Teil
Le Teil is een gemeente in het Franse departement Ardèche (regio Auvergne-Rhône-Alpes). De gemeente telde 8.812 inwoners op 1 januari 2022. De plaats maakt deel uit van het arrondissement Privas.

## Geschiedenis
Het gehucht Mélas bestond al in de Gallo-Romeinse periode. De kerk en het baptisterium van Mélas zijn beschermd als historische monumenten.
De plaats Le Teil is ontstaan in de 13e eeuw rond het kasteel van Le Teil. Dit kasteel werd in 1634 belegerd door de troepen van kardinaal de Richelieu. Het werd beschoten vanaf de rivier en door een voltreffer op het poedermagazijn werd het ganse kasteel verwoest. Le Teil werd een belangrijke rivierhaven aan de Rhône waar onder andere het koninklijke zout werd opgeslagen. In de loop van de 19e eeuw verzandde de rivier bij Le Teil en tegen 1870 was alle activiteit in de haven gestopt. In de plaats kwam de spoorweg.
In de 19e eeuw werd een eerste brug over de Rhône geopend  die Le Teil verbond met Montélimar aan de overkant. De huidige brug werd gebouwd in 1946 en is de vierde brug op deze plaats.
Op 11 november 2019 werd de gemeente getroffen door een aardbeving, die enkel materiële schade aanrichtte.

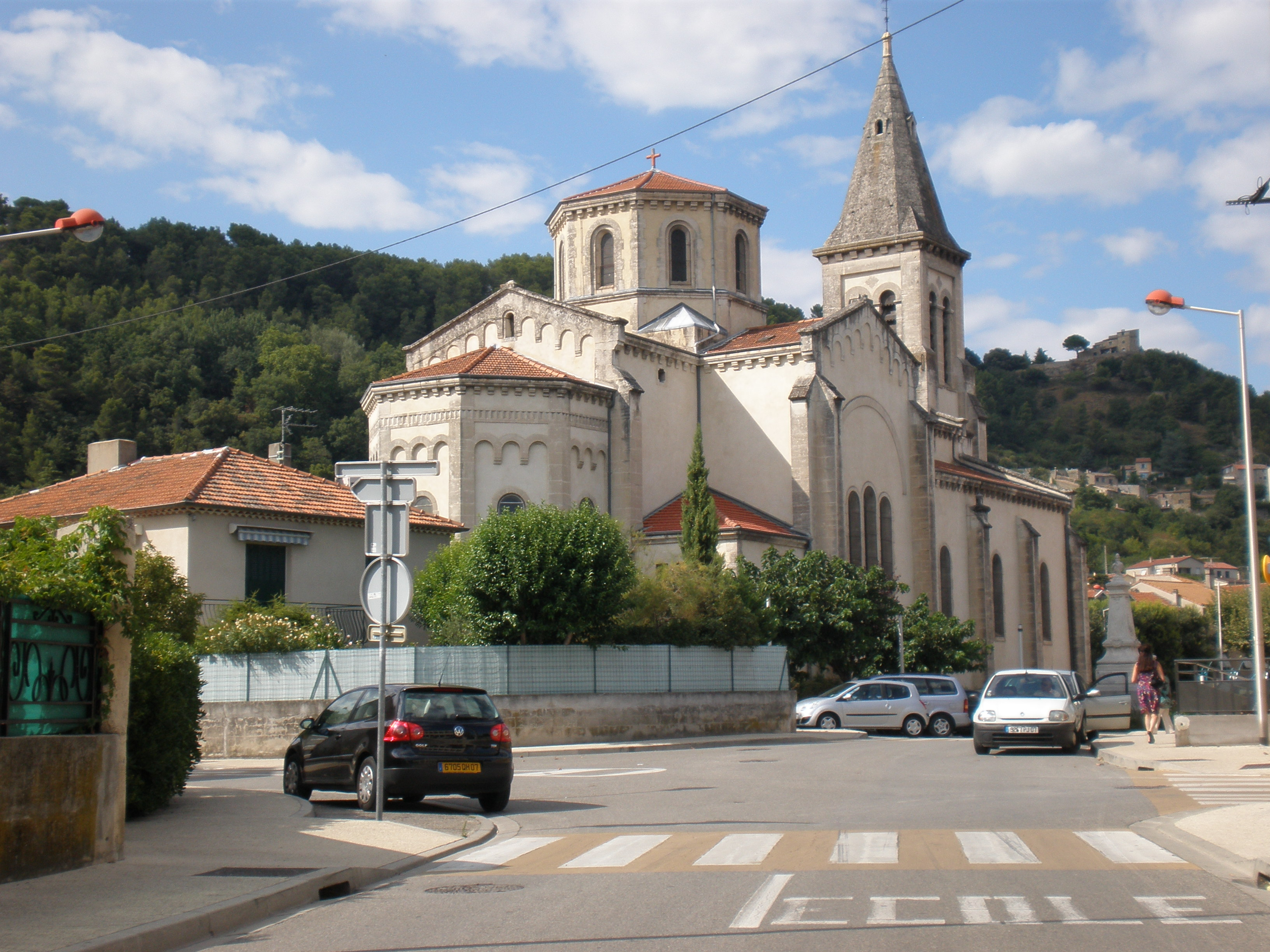
Kerk van Le Teil
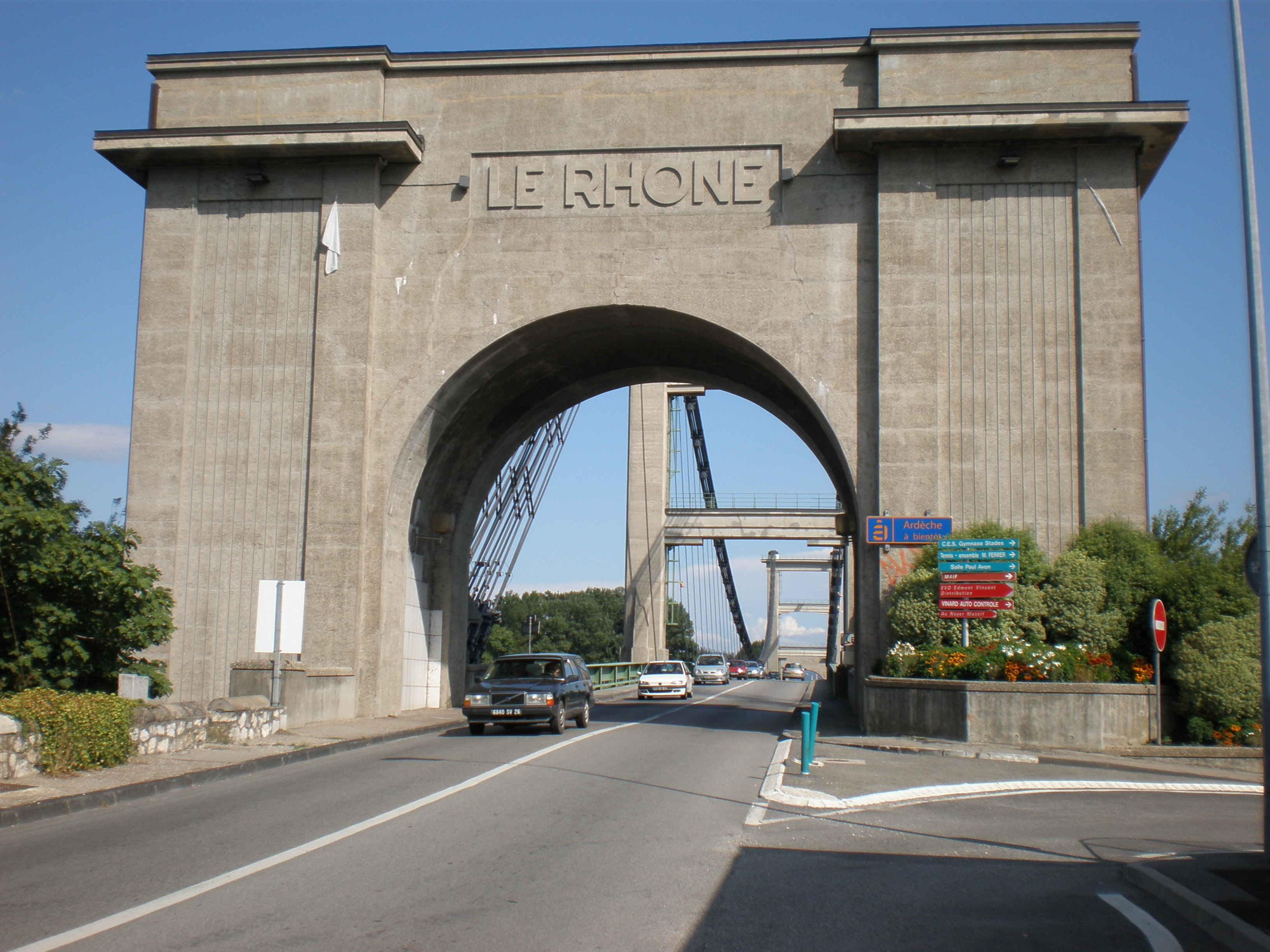
Brug in Le Teil
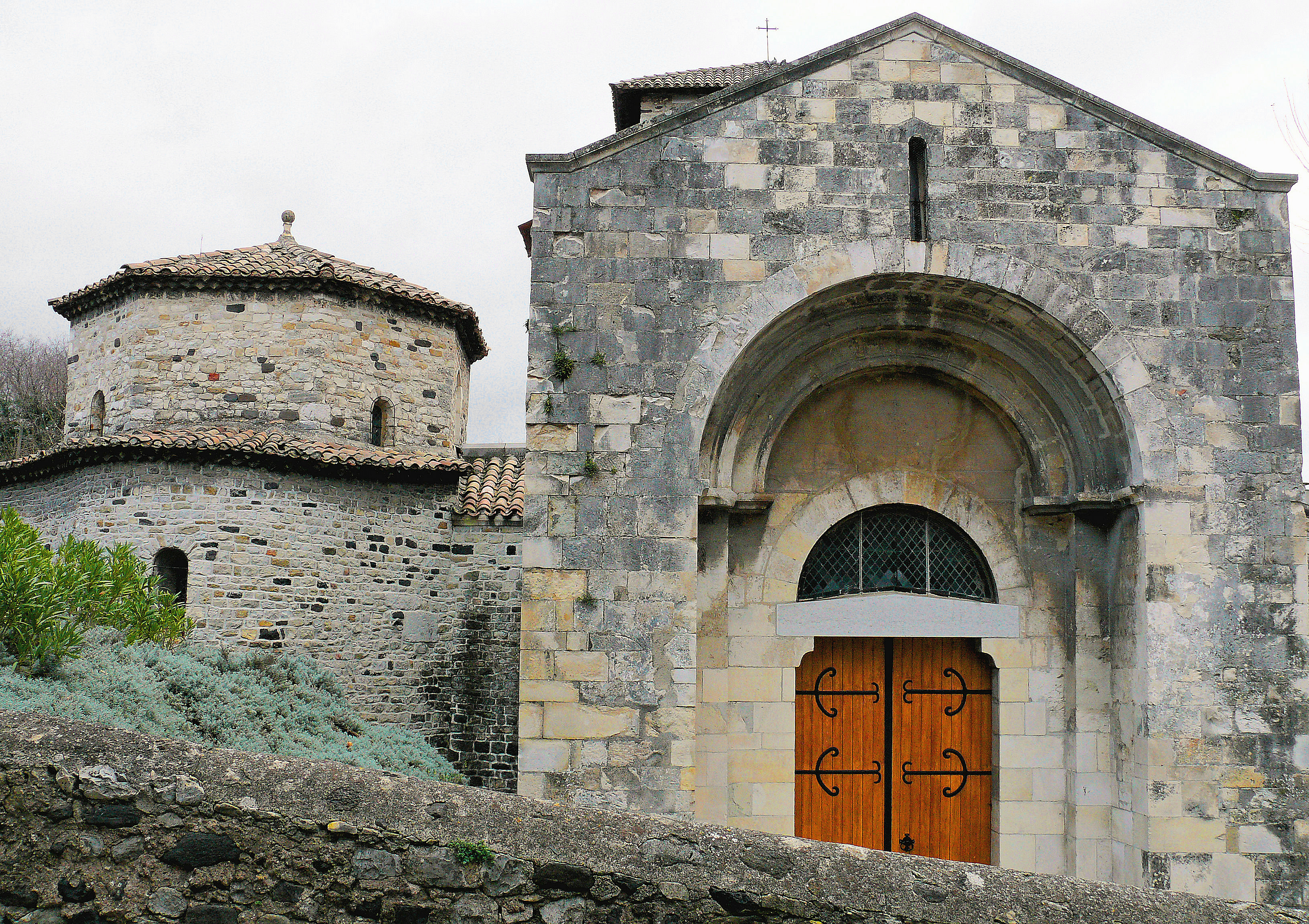
Kerk van Mélas

## Geografie
De oppervlakte van Le Teil bedroeg op 1 januari 2022 26,59 vierkante kilometer; de bevolkingsdichtheid was toen 331,4 inwoners per km². De gemeente ligt aan de Rhône. De gemeente telt verschillende gehuchten: Mélas, Le Teillaret, Frayol en La Violette. 
De onderstaande kaart toont de ligging van Le Teil met de belangrijkste infrastructuur en aangrenzende gemeenten.

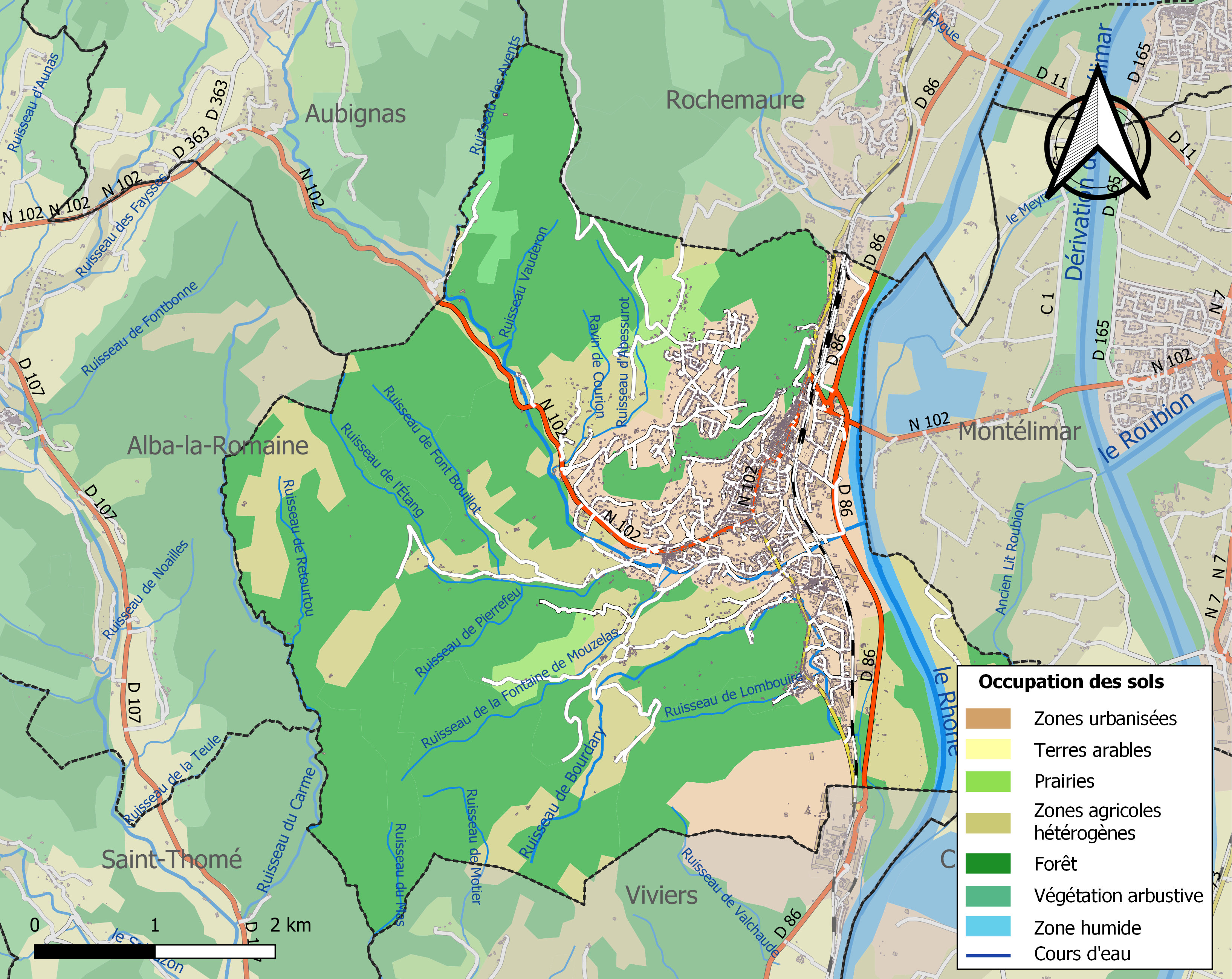

## Demografie
Onderstaande figuur toont het verloop van het inwonertal (bron: INSEE-tellingen).

Vanwege een beveiligingsprobleem met de MediaWiki Graph-software is het momenteel niet mogelijk deze grafiek weer te geven. Zodra de software is bijgewerkt zal de grafiek vanzelf weer zichtbaar worden.

## Sport
Le Teil was op 3 september 2020 startplaats van een etappe naar de Mont Aigoual in de wielerkoers Ronde van Frankrijk.